# Ján Čapkovič
Ján Čapkovič (né le 11 janvier 1948 à Bratislava) est un footballeur tchécoslovaque des années 1960 et 1970.

## Biographie
En tant qu'attaquant, Ján Čapkovič fut international tchécoslovaque à vingt reprises (1968-1974) pour six buts inscrits. Il ne joua que le match contre l'Angleterre à la Coupe du monde de football de 1970, mais la Tchécoslovaquie fut éliminée au premier tour.
Il joua dans deux clubs tchécoslovaques (CH Bratislava et Slovan Bratislava), remportant trois fois le championnat et deux coupes nationaux, ainsi que la Coupe d'Europe des vainqueurs de coupes en 1969, contre le FC Barcelone en finale, et de plus, il inscrivit le troisième but tchécoslovaque. Il fut le meilleur buteur du championnat tchécoslovaque en 1972.
Il a un frère jumeau, Jozef Čapkovič, vainqueur de l'Euro 1976.

## Clubs
- 19??–1967 :  CH Bratislava
- 1967–1977 :  Slovan Bratislava
- 1977–1983 :  CH Bratislava

## Palmarès
- Coupe d'Europe des vainqueurs de coupes
  - Vainqueur en 1969
- Championnat de Tchécoslovaquie de football

- - Champion en 1970, en 1974 et en 1975
- Coupe de Tchécoslovaquie de football
  - Vainqueur en 1968 et en 1974
- Meilleur buteur du championnat tchécoslovaque
  - Récompensé en 1972